# 二月河
二月河（にがつか、1945年11月3日 — 2018年12月15日）は、中国の小説家。本名は凌解放（りょう かいほう）。中国共産党員。
代表作は『康熙大帝』、『雍正皇帝』、『乾隆皇帝』。いずれも大反響を呼んで、テレビドラマ化もされた。

## 経歴
- 1945年、中華民国山西省昔陽県に生まれる。父親凌爾文は昔陽県武委会の主任、母親馬翠蘭は昔陽県婦聯会主席。
- 1947年、両親に連れられ河南省南陽県に引っ越す。
- 1966年高校卒業、1968年中国人民解放軍に入隊。戦士、副指導員を歴任する。
- 1978年、転職し引っ越す。南陽市委宣伝部干事に就任した。
- 1988年、『康熙大帝』を発表し、河南省優秀図書賞（1989年）、河南省第一届優秀文芸成果賞（1993年）を受賞。後に『康熙王朝』という表題でテレビドラマ化された。
- 1990年-1992年、『雍正皇帝』を刊行、湖北省優秀図書賞（1995年）、河南省第二届優秀文芸成果賞（1996年）を受賞。後に『雍正王朝』という表題でテレビドラマ化された。
- 1994-1996年、『乾隆皇帝』第1部、第2部、第3部を刊行。後に『乾隆王朝』という表題でテレビドラマ化された。
- 1995年、南陽市文聯副主席に当選。
- 2008年5月、安陽師範学院の兼任教授となる。
- 2010年3月、広東海洋大学の客席教授に就任した。
- 2011年5月24日、山東省聊城大学の名誉教授に就任した。
- 2011年6月26日、鄭州大学文学院院長に就任した。[2]
- 2012年7月、中共十八大の代表に当選。
- 2018年12月15日未明、急性心不全のため、入院中の中国人民解放軍総医院（中国語版）にて死去。73歳没[3]。

## 大清帝国・三世の春シリーズ
大清帝国・三世の春シリーズ（だいしんていこく・さんせいのはるシリーズ）は、二月河著の小説『康熙大帝』『雍正皇帝』『乾隆皇帝』の3作、及びそれを元とした映像作品『康熙王朝』『雍正王朝』『乾隆王朝』の総称である。
3作は二月河の代表作となっており、いくつかの賞を受賞していることから3作品すべて中国国内では著名である。

## 家族
- 父親：凌爾文
- 母親：馬翠蘭
- 弟：凌建華、凌衛平、凌玉平、凌皆兵